# Handley Page Hastings
Die Handley Page H.P.67 Hastings war ein viermotoriges Transportflugzeug der britischen Handley Page Aircraft Company. Der Tiefdecker mit einziehbarem Spornradfahrwerk und Druckkabine war zu ihrer Zeit das größte speziell für die Royal Air Force konstruierte Transportflugzeug und löste die Avro York als Standard-Langstreckentransporter ab. Vier der 151 gebauten Maschinen erhielt die Royal New Zealand Air Force.

## Geschichte

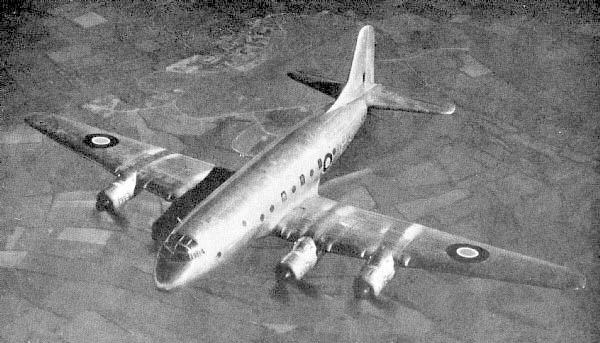
Prototyp

Nach dem Erstflug des ersten Prototyps am 7. Mai 1946 sowie eines weiteren ein halbes Jahr später wurden in den folgenden Jahren vom RAF Transport Command insgesamt 143 Maschinen übernommen. Die Indienststellung dieser Flugzeuge erfolgte noch rechtzeitig vor Beginn der Berliner Luftbrücke im Juni 1948, die bis Mai 1949 andauern sollte.
Der erste Verband war ab 1948 die 47. Squadron auf dem Militärflugplatz RAF Dishforth. Hastings waren bei elf Staffeln des Transport Commands und einer im Bereich des RAF Coastal Commands im Einsatz. Sie dienten auch bei der Middle und der Far East Air Force. Neben der 47. Staffel waren die 24., 36., 47., 48., 53., 70., 99., 114., 116., 202., 297. und 511. Squadron mit der Transportversion ausgerüstet. Hinzu kamen diverse Schul- und Umschuleinheiten. Das Royal Aircraft Establishment nutzte Hastings zur Wetterforschung.
Bis zu ihrer Ablösung durch die Lockheed Hercules 1967/68 standen die Hastings beim Transport Command im Einsatz. Einige wenige Flugzeuge standen bei der No. 90 Group des Strike Command noch länger im Dienst.
Die letzte Hastings T.Mk.5 wurde am 30. Juli 1977 bei Radar Flight der 230. Umschuleinheit in RAF Scampton außer Dienst gestellt.
Die vier Maschinen der Royal New Zealand Air Force flogen bei der 41. und später bei der 40. Squadron.

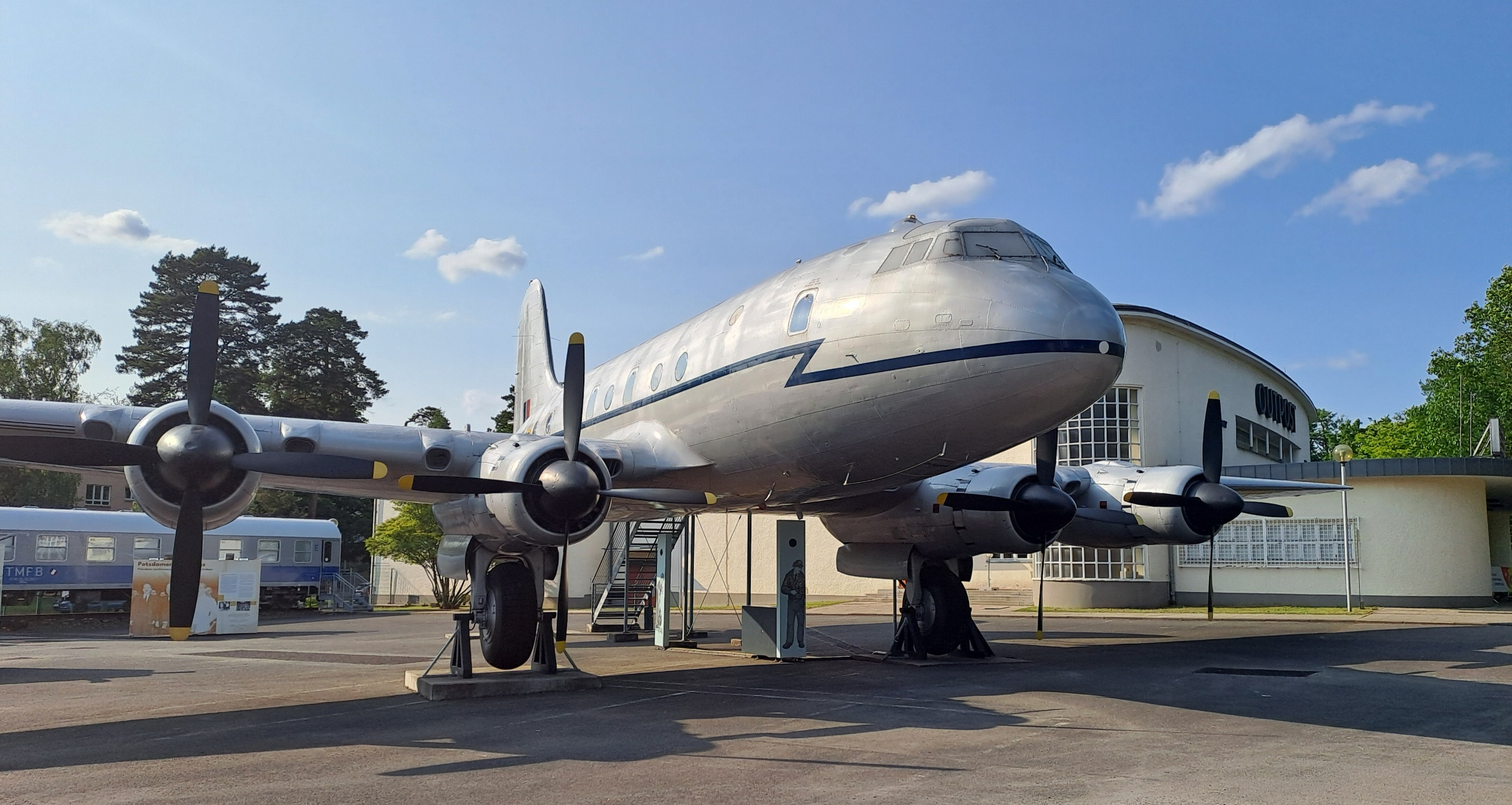
H.P. Hastings, Exponat vor dem AlliiertenMuseum in Berlin

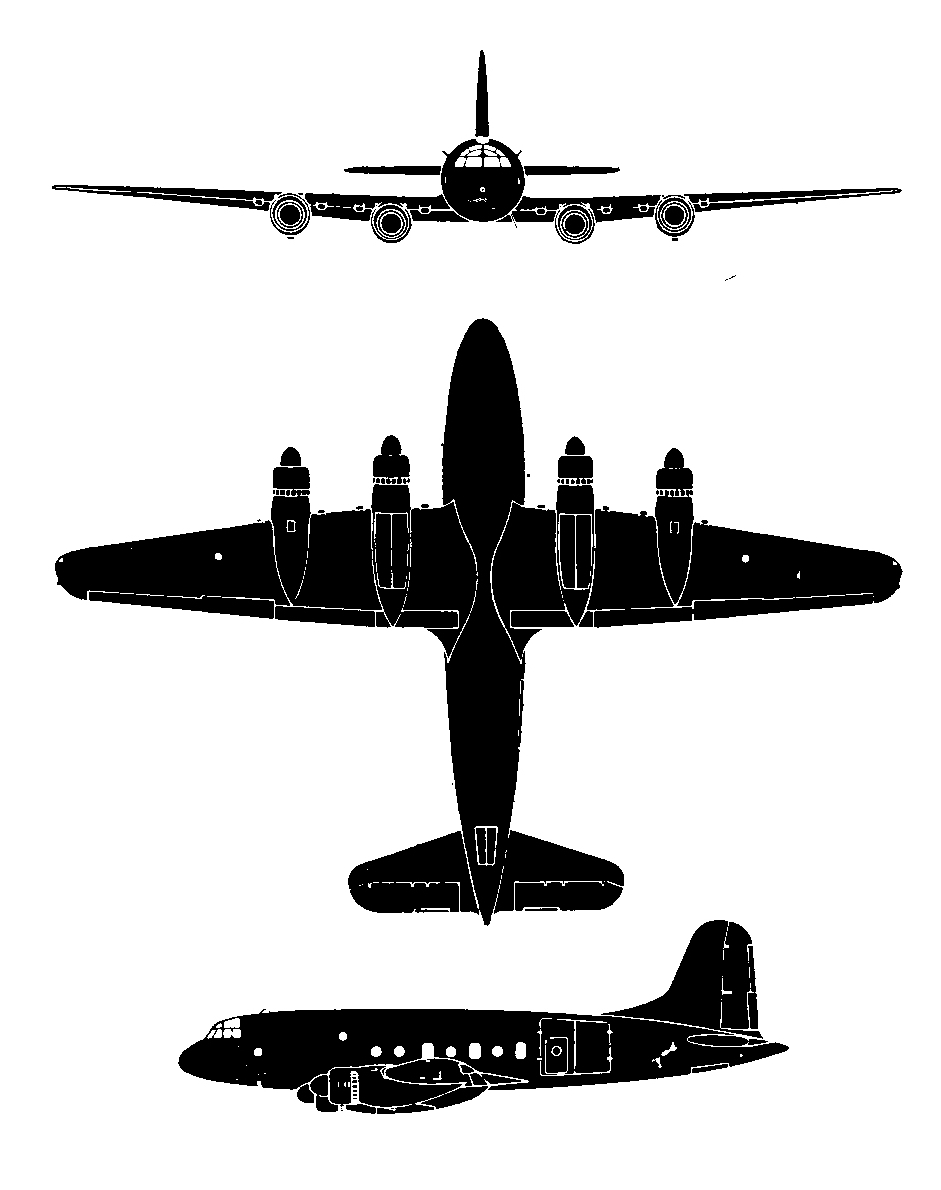
Hastings C2

## Versionen
- Hastings C.Mk.1: Basisversion; 94 Exemplare gebaut
- Hastings C.Mk.1A: Die C.Mk.1 wurden später auf den C.Mk.2 Standard umgerüstet und als C.Mk.1A bezeichnet
- Hastings Met.Mk.1: Version zur Wetterbeobachtung durch das Met Office; 16 umgebaute C.Mk.1
- Hastings C.Mk.2: Die zweite Serie C.Mk.2 wurde ab 1950 in einer Stückzahl von 43 Maschinen mit stärkeren Triebwerken und einigen anderen Änderungen, insbesondere einem etwas tiefer gesetzten Leitwerk für eine verbesserte Aerodynamik, gebaut.
- Hastings C.Mk.3: Version für die Royal New Zealand Air Force; 4 Exemplare gebaut
- Hastings C.Mk.4: Vier Maschinen wurden mit einer VIP-Innenausstattung versehen als Typ C.Mk.4 eingesetzt.
- Hastings T.Mk.5: Acht Hastings C.Mk.1 wurden 1959 durch Einbau von radargesteuerten Bombenzielgeräten und anderer Ausrüstung in Schulungsmaschinen T.Mk.5 umgebaut. Sie dienten zur Ausbildung von Besatzungen der Avro Vulcan.

## Militärische Nutzung
Neuseeland
- Royal New Zealand Air Force

 Vereinigtes Königreich
- Royal Air Force
- Royal Aircraft Establishment

## Zwischenfälle
Vom Erstflug im Mai 1946 bis zur Außerdienststellung 1977 kam es mit Handley Page Hastings bei der Royal Air Force zu 34 Totalverlusten mit 115 Toten. Der einzige weitere Betreiber, die Royal New Zealand Air Force, verlor ein Flugzeug, jedoch ohne Todesopfer. Vollständige Liste:
- Am 2. Oktober 1948 kollidierte eine Handley Page Hastings C.1 der Royal Air Force (Luftfahrzeugkennzeichen TG519) bei einem Anflug mit 3 laufenden Motoren auf den Militärflugplatz RAF Dishforth (England) mit Bäumen. Sie setzte vor der Landebahn auf, wodurch das Fahrwerk abgerissen wurde. Das Flugzeug wurde irreparabel beschädigt. Alle Insassen überlebten den Unfall. Dies war der erste Totalverlust einer Handley Page Hastings.[3][4]

- Am 6. April 1949 fing eine Hastings C.1 der Royal Air Force (TG534) auf dem Militärflugplatz Schleswigland beim Anlassen der Triebwerke Feuer. Die Maschine war für die Berliner Luftbrücke im Einsatz. Als Ursache wurde eine Treibstoffleckage festgestellt. Die Besatzung blieb unverletzt, das Flugzeug wurde zerstört.[5][6]

- Am 16. Juli 1949 stürzte eine Handley Page Hastings C.1 der Royal Air Force (TG611) kurz nach dem Start vom Flughafen Berlin-Tegel ab, da die Trimmung des Höhenruders falsch eingestellt war. Alle 5 Besatzungsmitglieder, die einzigen Insassen, wurden getötet. Es war der erste Unfall einer Hastings mit Todesopfern.[7][8]

- Am 26. September 1949 riss von einer Handley Page Hastings C.1 der Royal Air Force (TG499) der unten eingehängte Frachtbehälter ab und traf das Heck. Die Maschine geriet außer Kontrolle und stürzte bei Beacon Hill (Vereinigtes Königreich) ab. Alle 3 Besatzungsmitglieder, die einzigen Insassen, kamen ums Leben.[9][10]

- Am 31. Juli 1950 setzte eine Handley Page Hastings C.1 der Royal Air Force (TG583) bei der Landung auf dem Militärflugplatz RAF Dishforth (England) vor der Landebahn auf und fing Feuer. Alle vier Besatzungsmitglieder, die einzigen Insassen, überlebten den Unfall.[11][12]

- Am 20. Dezember 1950 löste sich von einer Handley Page Hastings C.1 der Royal Air Force (TG574) im Reiseflug über dem Mittelmeer in 8500 Fuß (2600 Metern) Höhe ein Propellerblatt vom Triebwerk Nr. 2, schlitzte den Rumpf auf, durchschnitt mehrere Steuerseile und tötete den im Ruhequartier befindlichen Ersten Offizier. Durch die Unwucht löste sich das Triebwerk aus seinen Halterungen und fiel ins Meer. Der Kommandant wich zum Flughafen Bengasi-Benina (Italienisch-Libyen) aus. Im Endanflug berührte das Flugzeug einen Hügel aus Felsen und Sand, wodurch es auf den Rücken kippte. Von den 34 Insassen kamen fünf Besatzungsmitglieder ums Leben, die beiden anderen sowie alle 27 Passagiere überlebten.[13][14]

- Am 19. März 1951 wurden mit einer Handley Page Hastings C.2 der Royal Air Force (WD478) mehrere Flüge vom Militärflugplatz RAF Strubby (England) durchgeführt. Bei einem der Starts stieg die Maschine steil in die Höhe, es kam zum Strömungsabriss und Absturz. Auslöser dafür war offensichtlich, dass die Trimmung des Höhenruders voll nach oben eingestellt worden war. Von den 8 Insassen wurden 3 Besatzungsmitglieder getötet, die anderen beiden und die drei Passagiere überlebten.[15][16]

- Am 12. April 1951 verunglückte eine Handley Page Hastings C.1 der Royal Air Force (TG552) bei der Landung auf der RAF Station Negombo (heute Bandaranaike International Airport) (Ceylon). Sie geriet nach links von der Landebahn ab, machte einen Ringelpiez und wurde irreparabel beschädigt. Alle vier Besatzungsmitglieder überlebten den Unfall.[17]

- Am 14. März 1952 verunglückte eine Handley Page Hastings C.1 der Royal Air Force (TG562) beim Start vom Militärflugplatz RAF Fayid (Ägypten). Das Flugzeug wurde zerstört oder irreparabel beschädigt. Es hatte zwei Strahltriebwerke für Reparaturen in England geladen. Alle vier Besatzungsmitglieder überlebten den Unfall.[18]

- Am 16. Juni 1952 schlug eine Handley Page Hastings C.1 der Royal Air Force (TG603) bei der Landung auf dem Flughafen Malta-Luqa neben der Landebahn auf und wurde irreparabel beschädigt. Möglicherweise war ein Höhenruderbolzen gebrochen. Alle Insassen überlebten den Unfall.[19][20]

- Am 16. September 1952 wurde eine Handley Page Hastings C.2 der Royal Air Force (WD492) beim Abwurf von Versorgungsgütern aus nur 15 Metern Flughöhe 1,6 Kilometer südlich des Northice Camp (Grönland) in den Boden geflogen. Start- und Zielort der Hastings war die Thule Air Base. Trotz dieses CFIT (Controlled flight into terrain) überlebten alle 12 Insassen, Besatzungsmitglieder und Passagiere, den Unfall.[21]

- Am 12. Januar 1953 stieg eine Handley Page Hastings C.1 der Royal Air Force (TG602) in steilen Kurven nach dem Start vom Militärflugplatz RAF Shallufa (Ägypten) nach oben. In etwa 600 Metern Höhe brach das rechte Höhenruder ab, gefolgt vom linken und von der gesamten Schwanzflosse.  Das Flugzeug stürzte außer Kontrolle ab. Die Untersuchungen ergaben, dass der vorgeschriebene Austausch durch Bolzen mit größerem Durchmesser im Heckbereich durch die Wartungstechniker nicht durchgeführt worden war. Alle 9 Insassen, fünf Besatzungsmitglieder und 4 Passagiere, wurden getötet.[22][23]

- Am 22. Juni 1953 stieg eine Handley Page Hastings C.2 der Royal Air Force (WJ335) gleich nach dem Abheben von der Luftwaffenbasis RAF Abingdon (England) sehr steil nach oben. In etwa 90 Metern Höhe kam es zum Strömungsabriss und das Flugzeug stürzte zu Boden. Alle 6 Besatzungsmitglieder wurden getötet. Das Flugzeug wurde zerstört. Bei der Unfalluntersuchung wurde festgestellt, dass die Ruderverriegelung für das Höhenruder nicht entfernt worden war.[24][25][26]

- Am 22. Juli 1953 fielen an einer Handley Page Hastings C.1 der Royal Air Force (TG613) 90 Minuten nach dem Start und 224 Kilometer vom Militärflugplatz RAF Idris (Libyen) entfernt drei der vier Triebwerke aus. Dadurch wurde eine Notwasserung unvermeidlich, bei der beide Tragflächen abgerissen wurden. Alle Insassen, Besatzungsmitglieder und Passagiere, wurden von einem Schiff aufgenommen und überlebten den Unfall, sechs davon verletzt. „Ölschlucken“ der Motoren schien ein möglicher Grund für den Ausfall der drei Motoren nacheinander zu sein.[27]

- Am 27. Juli 1953 geriet eine Handley Page Hastings C.1 der Royal Air Force (TG564) kurz vor der Landung auf dem Flughafen Hongkong-Kai Tak in eine Windscherung. Dadurch schlug ihr Hauptfahrwerk gegen eine Hütte kurz vor der Landebahn. Die Maschine stürzte dann neben die Landebahn und ging in Flammen auf. Beide Piloten, die einzigen Insassen, überlebten den Unfall, jedoch wurde eine Person am Boden getötet.[28][29]

- Am 9. Oktober 1953 kollidierte eine Handley Page Hastings C.1 der Royal Air Force (TG559) beim nächtlichen Anflug auf den Militärflugplatz RAF Abingdon (England) im Nebel mit dem Gelände. Eine Tragfläche grub sich in den Boden und brach ab. Das Flugzeug wurde irreparabel beschädigt. Alle Insassen überlebten den Unfall.[30][31][32]

- Am 2. März 1955 startete eine Handley Page Hastings C.2 der Royal Air Force (WD484) vom Militärflugplatz Boscombe Down (England) mit verriegelten Höhenrudern, In 60 Metern Höhe kam zum Strömungsabriss und Absturz. Betreiber war das RAF RRE, Radar Research Establishment. Von den 6 Besatzungsmitgliedern wurden 2 getötet.[33][34]

- Am 26. Juli 1955 wurde eine Handley Page Hastings C.2 der Royal Air Force (WJ341) im Anflug auf die Luftwaffenbasis RAF Abingdon (England) in den Boden geflogen. Beim Aufsetzen schwang die Maschine herum, wobei eine Tragfläche abriss. Alle drei Besatzungsmitglieder überlebten den Unfall. Das Flugzeug wurde zerstört.[35][36]

- Am 9. September 1955 kam es an einer Handley Page Hastings C.3 der Royal New Zealand Air Force (NZ5804) unmittelbar nach dem Abheben vom Flughafen Darwin (Australien) aufgrund zahlreicher Vogelschläge zum Leistungsverlust an drei Triebwerken. Das Flugzeug wurde irreparabel beschädigt. Alle 25 Insassen überlebten den Unfall.[37]

- Am 13. September 1955 verloren die Piloten einer Handley Page Hastings C.1 der Royal Air Force (TG584) die Kontrolle über das Flugzeug, als sie versuchten, am Militärflugplatz RAF Dishforth (England) durchzustarten. Alle 5 Insassen wurden getötet.[38][39]

- Am 9. April 1956 kam es zu einem Unfall einer Handley Page Hastings C.2 der Royal Air Force (WD483), die auf dem Weg von der britischen Militärbasis RAF Khormaksar in Aden (Südjemen) nach ʿAtaq war. Während der Landung auf dem Flughafen ʿAtaq kollabierte das Fahrwerk und das Flugzeug fing Feuer. Es kam nicht zu Personenschäden, das Flugzeug konnte jedoch nicht wieder repariert werden.[40]

- Am 21. Oktober 1957 wurden mit einer Handley Page Hastings C.1 der Royal Air Force (TG615) Anflug- und Landeübungen mit asymmetrischem Schub geübt. Bei einer der Übungen setzte die Maschine noch vor der Landebahn extrem hart mit ihrem rechten Hauptfahrwerk auf, sprang wieder hoch, drehte sich unkontrolliert nach links, schlug etwa 400 Meter links von der Landebahn auf dem Boden auf und rutschte südsüdwestlich des Militärflugplatzes RAF Colerne (England) in eine Rinne. Das Flugzeug wurde zerstört. Alle fünf Insassen überlebten den Unfall.[41][42]

- Am 29. Mai 1959 fiel an einer Handley Page Hastings C.1 der Royal Air Force (TG522) kurz nach dem Start vom Flughafen Khartum (Sudan) ein Triebwerk aus. Bei der Rückkehr zum Flughafen kam es im Endanflug zu einem Strömungsabriss und zum Absturz der Maschine 1,6 Kilometer südlich des Flughafens. Von den 30 Insassen kamen 5 ums Leben, alle fünf Besatzungsmitglieder. Die 25 Passagiere überlebten.[43][44]

- Am 3. Juli 1959 landete eine Handley Page Hastings C.1 der Royal Air Force (TG580) auf dem Militärflugplatz RAF Gan (Malediven) mit einem Seitenwind von 23 Knoten, deutlich über der höchstzulässigen Grenze. Das Fahrwerk brach zusammen, das Flugzeug kam ins Schleudern und rutschte von der Landebahn. Es wurde irreparabel beschädigt. Alle Insassen, Besatzungsmitglieder und Passagiere, überlebten den Unfall.[45]

- Am 1. März 1960 wurde eine Handley Page Hastings C.1 der Royal Air Force (TG579) beim zweiten Anflugversuch auf den Militärflugplatz RAF Gan (Malediven) ins Meer geflogen, nachdem die Piloten in schlechtem Wetter einen sehr tiefen Anflug durchgeführt hatten und durch einen Blitz geblendet worden waren. Auch Übermüdung wurde als beitragender Faktor ermittelt. Bei diesem CFIT (Controlled flight into terrain) überlebten alle 20 Insassen den Unfall, sechs Besatzungsmitglieder und 14 Passagiere.[46]

- Am 23. Januar 1961 fiel an einer Handley Page Hastings C.2 der Royal Air Force (WJ342) beim Start vom Flughafen Nairobi-Eastleigh (Kenia) ein Triebwerk aus. Die Maschine geriet von der Startbahn ab ins Gras, wo das Fahrwerk zusammenbrach. Das Flugzeug wurde irreparabel beschädigt. Alle Insassen überlebten den Unfall.[47][48]

- Am 29. Mai 1961 verlor an einer Handley Page Hastings C.2 der Royal Air Force (WD497) eines der Triebwerke an Leistung, während eine Übung zum Abwurf von Nachschub durchgeführt wurde. Es kam zum Strömungsabriss, Kontrollverlust und Absturz der Maschine 2,4 Kilometer südlich des Flughafens Singapur-Seletar (Singapur). Alle 13 Insassen, fünf Besatzungsmitglieder und 8 Passagiere, kamen ums Leben. Es war der drittschwerste Unfall einer Hastings, gemessen an der Zahl der Todesopfer.[49][50]

- Am 10. Oktober 1961 geriet eine Hastings C.2 der Royal Air Force (WD498) kurz nach dem Start von der Luftwaffenbasis RAF El Adem (Libyen) in eine sehr steile Steigfluglage, da der Sitz des Kommandanten nach hinten rutschte und dieser sich am Höhensteuer festhielt. Es kam zu Strömungsabriss, Absturz und Explosion. Von den 37 Insassen wurden 17 getötet. Es war der zweitschwerste Unfall einer Hastings, gemessen an der Zahl der Todesopfer.[51][52]

- Am 27. Dezember 1961 kam eine Handley Page Hastings C.1 der Royal Air Force (TG624) beim Start vom Flughafen Belfast Aldergrove (Nordirland) von der Startbahn ab. Es geriet dennoch in die Luft. Dabei kam es zum Strömungsabriss und zu einer Bruchlandung, wobei es zerstört wurde. Über Personenschäden liegen keine Informationen vor, jedoch gab es keine Todesfälle.[53]

- Am 7. März 1962 verunglückte eine Handley Page Hastings C.1 der Royal Air Force (TG508) bei der Landung auf dem Militärflugplatz RAF Thorney Island (England)  und fing Feuer. Die Landung geschah wohl bei Seitenwind. Alle Insassen überlebten den Unfall.[54]

- Am 17. Dezember 1963 kam es mit einer Handley Page Hastings C.1 der Royal Air Force (TG610) bei der Landung auf dem Militärflugplatz RAF Thorney Island (England) zu einem Unfall. Die Maschine schlug in die Funkwerkstatt am Ende der Start- und Landebahn ein und wurde irreparabel beschädigt. Alle Insassen überlebten den Unfall, jedoch wurde eine Person am Boden getötet.[55]

- Am 6. Juli 1965 geriet eine Hastings C.1A der Royal Air Force (TG577) kurz nach dem Start von der Luftwaffenbasis RAF Abingdon in eine sehr steile Steigfluglage. Es kam zum Strömungsabriss und Kontrollverlust; die Maschine stürzte in ein Feld. Anscheinend kam es durch Materialermüdung zweier Höhenruderbolzen zur Überbelastung und zum Bruch der anderen beiden Bolzen. Alle 41 Personen an Bord kamen um, 6 Besatzungsmitglieder und 35 Fallschirmjäger. Es war der letzte Unfall einer Hastings mit Todesopfern, gleichzeitig aber auch derjenige mit den meisten Todesopfern.[56][57][58]

- Am 4. Mai 1966 brach an einer Handley Page Hastings C.1 der Royal Air Force (TG575) bei der Landung auf der Luftwaffenbasis RAF El Adem (Libyen) das rechte Hauptfahrwerk zusammen. Das Flugzeug geriet ins Rutschen, wodurch auch das linke Fahrwerk kollabierte. Ein kleines Feuer brach aus, das aber schnell eingedämmt werden konnte. Über Personenschäden liegen keine Informationen vor, es gab keine Todesfälle.[59]

- Am 9. Juni 1967 platzte an einer Handley Page Hastings C.2 der Royal Air Force (WD491) bei der Landung auf dem Militärflugplatz RAF West Raynham (England) ein Reifen. Die Richtungskontrolle ging verloren, die Maschine geriet von der Landebahn ab und kippte um. Das Flugzeug wurde irreparabel beschädigt. Alle Insassen, Besatzungsmitglieder und Passagiere, überlebten den Unfall. Dies war der letzte Totalverlust einer Handley Page Hastings.[60][61]

## Technische Daten
| Kenngröße             | Daten                                                   |
| --------------------- | ------------------------------------------------------- |
| Besatzung             | 5–6                                                     |
| Passagiere            | 50                                                      |
| Länge                 | 25,2 m                                                  |
| Spannweite            | 34,44 m                                                 |
| Höhe                  | 6,9 m                                                   |
| Flügelfläche          | 130,8 m²                                                |
| Flügelstreckung       | 9,1                                                     |
| Leermasse             | 18.910 kg                                               |
| max. Startmasse       | 34.010 kg                                               |
| Reisegeschwindigkeit  | ? km/h                                                  |
| Höchstgeschwindigkeit | 560 km/h in 6.800 m                                     |
| Dienstgipfelhöhe      | 8.140 m                                                 |
| Reichweite            | 5.246 km                                                |
| Triebwerke            | 4 × Bristol Hercules Mk. 106 mit je 1.700 PS (1.250 kW) |

## Erhaltene Exemplare
Die Hastings T.Mk.5 mit der RAF-Seriennummer TG503  blieb erhalten und ist auf dem Freigelände des AlliiertenMuseums in Berlin ausgestellt. Drei weitere Exemplare sind in britischen Museen und Teile eines weiteren Exemplars in Neuseeland ausgestellt.